# Damernas sprint i bancykling vid olympiska sommarspelen 1992
Damernas sprint i bancykling vid olympiska sommarspelen 1992 ägde rum den 28-31 juli 1992 i Velòdrom d'Horta.

## Medaljörer
| Event           | Guld                  | Silver                  | Brons                        |
| Damernas sprint | Erika Salumäe Estland | Annett Neumann Tyskland | Ingrid Haringa Nederländerna |

## Resultat

### Kvalificeringsomgång
Hölls tisdagen den 28 juli. 
| Placering | Cyklist                 | Land          | Tid      | Genomsnittlig hastighet | Noteringar |
| --------- | ----------------------- | ------------- | -------- | ----------------------- | ---------- |
| 1         | Ingrid Haringa          | Nederländerna | 11.419 s | 63.052 km/h             | OR         |
| 2         | Félicia Ballanger       | Frankrike     | 11.508 s | 62.565 km/h             | OR         |
| 3         | Annett Neumann          | Tyskland      | 11.689 s | 61.596 km/h             |            |
| 4         | Galina Yenyukhina       | OSS           | 11.699 s | 61.543 km/h             |            |
| 5         | Tanya Dubnicoff         | Kanada        | 11.773 s | 61.516 km/h             |            |
| 6         | Erika Salumäe           | Estland       | 11.857 s | 60.723 km/h             |            |
| 7         | Connie Paraskevin-Young | USA           | 11.946 s | 60.271 km/h             |            |
| 8         | Rita Razmaitė           | Litauen       | 12.058 s | 59.711 km/h             |            |
| 9         | Wang Yan                | Kina          | 12.154 s | 59.239 km/h             |            |
| 10        | Mika Kuroki             | Japan         | 12.513 s | 57.540 km/h             |            |
| 11        | Daniela Larreal         | Venezuela     | 12.608 s | 57.106 km/h             |            |
| 12        | Olga Sacasa             | Nicaragua     | 14.061 s | 51.205 km/h             |            |

### 1st round
Hölls tisdagen den 28 juli 
| Heat | Placering | Cyklist                 | Land          | Tid      | Genomsnittlig hastighet | Kvalificering |
| ---- | --------- | ----------------------- | ------------- | -------- | ----------------------- | ------------- |
| 1    | 1         | Ingrid Haringa          | Nederländerna | 12.179 s | 63.497 km/h             | Q             |
| 1    | 2         | Wang Yan                | Kina          |          |                         |               |
| 1    | 3         | Rita Razmaitė           | Litauen       |          |                         |               |
| 2    | 1         | Félicia Ballanger       | Frankrike     | 12.615 s | 63.609 km/h             | Q             |
| 2    | 2         | Mika Kuroki             | Japan         |          |                         |               |
| 2    | 3         | Connie Paraskevin-Young | USA           | DQ       |                         |               |
| 3    | 1         | Erika Salumäe           | Estland       | 12.377 s | 64.011 km/h             | Q             |
| 3    | 2         | Annett Neumann          | Tyskland      |          |                         |               |
| 3    | 3         | Daniela Larreal         | Venezuela     |          |                         |               |
| 4    | 1         | Tanya Dubnicoff         | Kanada        | 12.416 s | 63.503 km/h             | Q             |
| 4    | 2         | Galina Yenyukhina       | OSS           |          |                         |               |
| 4    | -         | Olga Sacasa             | Nicaragua     | DNS      |                         |               |

### Uppsamling
Hölls tisdagen den 28 juli 

| Heat | Placering | Cyklist                 | Land      | Tid      | Genomsnittlig hastighet | Kvalificering |
| ---- | --------- | ----------------------- | --------- | -------- | ----------------------- | ------------- |
| 1    | 1         | Wang Yan                | Kina      | WLK      |                         | Q             |
| 2    | 1         | Mika Kuroki             | Japan     | 12.453 s | 57.817 km/h             | Q             |
| 2    | 2         | Daniela Larreal         | Venezuela |          |                         |               |
| 3    | 1         | Annett Neumann          | Tyskland  | 12.238 s | 58.833 km/h             | Q             |
| 3    | 2         | Connie Paraskevin-Young | USA       |          |                         |               |
| 4    | 1         | Galina Yenyukhina       | OSS       | 13.069 s | 55.092 km/h             | Q             |
| 4    | 2         | Rita Razmaitė           | Litauen   |          |                         |               |

### Kvartsfinaler
Hölls onsdagen den 29 juli 

| Heat | Placering | Cyklist           | Land          | Tid 1    | Tid 2    | Decider  | Kvalificering |
| ---- | --------- | ----------------- | ------------- | -------- | -------- | -------- | ------------- |
| 1    | 1         | Ingrid Haringa    | Nederländerna | 12.662 s | 12.792 s |          | Q             |
| 1    | 2         | Mika Kuroki       | Japan         |          |          |          |               |
| 2    | 1         | Félicia Ballanger | Frankrike     | 12.536 s | 14.786 s |          | Q             |
| 2    | 2         | Wang Yan          | Kina          |          |          |          |               |
| 3    | 1         | Erika Salumäe     | Estland       | 12.192 s |          | 12.090 s | Q             |
| 3    | 2         | Galina Yenyukhina | OSS           |          | 12.265 s |          |               |
| 4    | 1         | Annett Neumann    | Tyskland      | 12.283 s | 12.265 s |          | Q             |
| 4    | 2         | Tanya Dubnicoff   | Kanada        |          |          |          |               |

#### Klassificering 5-8
Hölls fredagen den 31 juli 

| Placering | Cyklist           | Land   | Tid      | Genomsnittlig hastighet |
| --------- | ----------------- | ------ | -------- | ----------------------- |
| 1         | Galina Yenyukhina | OSS    | 12.575 s | 57.256 km/h             |
| 2         | Tanya Dubnicoff   | Kanada |          |                         |
| 3         | Mika Kuroki       | Japan  |          |                         |
| -         | Wang Yan          | Kina   | DNS      |                         |

### Semifinaler
Held Thursday, July 30. 

| Heat | Placering | Cyklist           | Land          | Tid 1    | Tid 2    | Decider  | Kvalificering |
| ---- | --------- | ----------------- | ------------- | -------- | -------- | -------- | ------------- |
| 1    | 1         | Annett Neumann    | Tyskland      |          | 11.889 s | 12.285 s | Q             |
| 1    | 2         | Ingrid Haringa    | Nederländerna | 12.263 s |          |          |               |
| 2    | 1         | Erika Salumäe     | Estland       | 11.937 s | 12.423 s |          | Q             |
| 2    | 2         | Félicia Ballanger | Frankrike     |          |          |          |               |

### Medaljmatcher
Hölls fredagen den 31 juli.

#### Bronsmatch
| Placering | Cyklist           | Land          | Tid 1    | Tid 2    | Decider |
| --------- | ----------------- | ------------- | -------- | -------- | ------- |
| 1         | Ingrid Haringa    | Nederländerna | 12.402 s | 12.400 s |         |
| 2         | Félicia Ballanger | Frankrike     |          |          |         |

#### Final
| Placering | Cyklist        | Land     | Tid 1    | Tid 2    | Decider  |
| --------- | -------------- | -------- | -------- | -------- | -------- |
| 1         | Erika Salumäe  | Estland  |          | 12.667 s | 12.244 s |
| 2         | Annett Neumann | Tyskland | 12.776 s |          |          |